# 短絡
短絡（たんらく、英語: short circuit）は、電気回路の2点が非常に低いインピーダンスで電気的に接続される状態。英語で短絡を意味する short circuitから、ショートまたはショート回路ともいう。

## 現象
ショート回路は回路内に電球や電動機などの大きい負荷がなく、電源の正極と負極が直接導体で結ばれているような状態をいう。
短絡した状態では、回路内が過熱したり、電池の消耗が激しくなるほか、短絡が火災の発生原因になることもある。
長い導線のコイルを利用した電磁石やニクロム線などの電熱線は原理的にはショート回路と同じもので、コイルには発熱する性質があるほか、電熱線は発熱することを前提に作られたものである。

## 事故

### 危険性
短絡が生じた場合、回路が誤動作したり、回路に設計値を超える大電流が流れたりするため、半導体、抵抗器、コンデンサなどが異常発熱し、焼損することがある。高温による火傷、発煙による有毒ガスの発生、部品の破裂などの危険を伴う。情報機器の場合、誤動作によるデータ消失がありうる。短絡により部品の破損が生じた場合、その部位を特定することが難しく、修理に手間取ることが多い。

### 延焼防止
短絡の発生後は、電子機器の焼損による火災の危険性があり、延焼する前に通電を停止する事が必要である。最も一般的な方法は短絡によって発生した過電流を、ヒューズなどの安全器を用いて停止する方法である。しかしながらバッテリー駆動する大電流を扱う電子機器の場合、ヒューズ定格電力以下であってもプリント配線板の焼損を起こす事があり、筐体によって延焼を防止する事が必要である。樹脂製の筐体の耐火力については、難燃性を持った材料で構成する事が望ましい。電子機器に使われる一般的なエンジニアリングプラスチックに対する耐火力に関して、LCP、PPSといったベンゼン環を持つ材料の耐火力が高い事が日産自動車の川崎らによって報告されている。

### 主な原因

#### 異物の接触

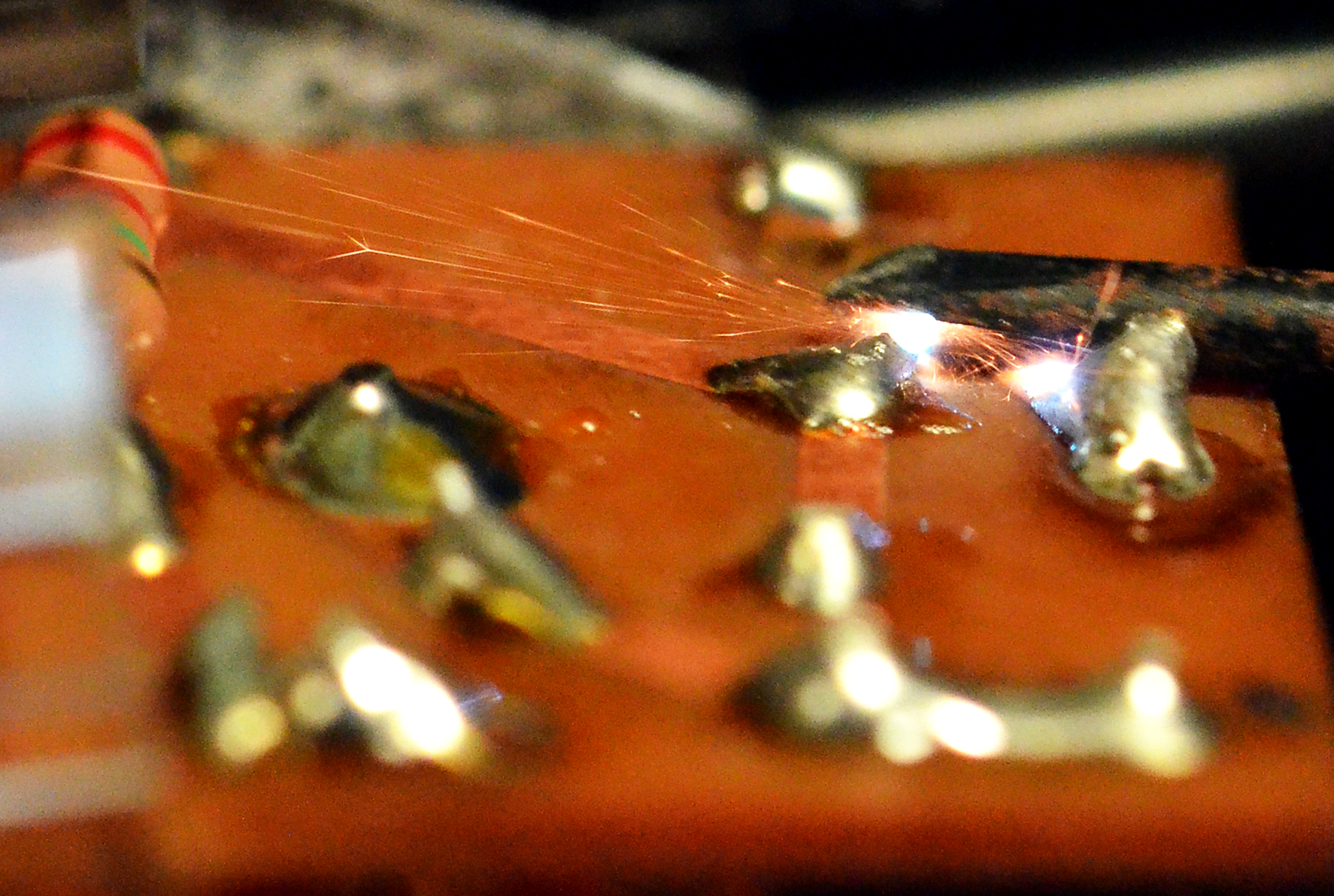
電子回路基板上の端子(キャパシタ-グランド間)をドライバーで故意に短絡させた様子。

金属製品やウィスカー、リード線の切れ端などが回路に接触することにより短絡が生じる。接続部分がむき出しになっているコネクタ、端子類、プリント基板のハンダ付けされている面などで起こりやすい。災害や事故などで損傷を受けた家電製品・鉄道車両・電気自動車などから発火する「通電火災」の一部もこれに含まれる。

#### 配線処理の不都合
電線の接続において、より線（細い銅線などを数本より合わせたもの）を用いた場合に、細い線の一部がはみ出すことがあり（ヒゲと呼ぶ）、それが短絡の原因となる。配線処理を確実に行うことが重要である。

#### ハンダ付けの不良
プリント基板などにおいて、ハンダ付けの際にハンダの量が多すぎたり、ハンダが跳ねて飛び散ったり（俗に「ハンダくず」とも言う）などして、本来なら接続されていない配線部分がハンダにより接続されることがあり、短絡の原因となる。複雑な回路の場合、それらを電気的に確認することは難しいので、目視による確認が重要である。

#### 誤接続・誤動作
コネクタ、端子等に電線を誤って接続したり、スイッチ等を誤って操作したりすることにより、短絡が生じることがある。
コネクタの一部には、着脱の際に配線が短絡する構造のものがあり、電源を入れた状態でコネクタを着脱すると短絡を生じる。
一つの入力を多数の出力に切り換える、切り換えスイッチの一部には、操作の際に出力端子間が短絡する構造（ショーティングタイプ）のものがあり、電源を入れた状態でスイッチを操作すると短絡を生じることがある。必要に応じて短絡しない構造（ノンショーティングタイプ）のスイッチに交換するか、設計や操作の際に配慮する必要がある。

#### 部品の劣化
主に電源回路において、コンデンサが劣化によって絶縁抵抗が低下し、漏れ電流が流れて発熱し、さらに劣化が進んでコンデンサの内部で短絡が生ずることがある。対策としてはヒューズやブレーカーなどによる保護、定期的な点検・交換が挙げられる。

## 利用
科学実験では蓄電器（コンデンサ）の内部の電気を放出させるのに短絡が利用される。